# UTA Arad
UTA Arad ist ein rumänischer Fußballverein aus Arad. Er spielt in der Saison 2022/23 in der ersten rumänischen Liga, der Liga I. UTA Arad wurde bislang sechs Mal rumänischer Fußballmeister. Nur Steaua Bukarest und Dinamo Bukarest sowie der 1949 aufgelöste Verein Venus Bukarest konnten mehr Meisterschaften gewinnen.

## Geschichte
Der Verein wurde 1945 unter dem Namen Industria Textilă Arad auf Initiative des örtlichen Textilfabrikanten Franz (Francisc) von Neuman gegründet. Von Neuman, der als begeisterter Anhänger des Fußballsports von seinem Studienaufenthalt in England zurückgekehrt war, prägte nach dem Vorbild seines Lieblingsvereins FC Arsenal die Vereinsfarben und initiierte auch den Bau des Stadions, das heute seinen Namen trägt. 
Ab Herbst 1949 hieß der Klub kurzzeitig UTA Arad, bevor er im Jahr 1950 in Flamura Roșie UTA Arad umbenannt wurde. Im Dezember 1957 gab er sich seinen heutigen Namen, dem ab 1984 einige Jahre lang FCM vorgesetzt wurde.
UTA Arad wurde insgesamt sechs Mal rumänischer Meister: 1947, 1948, 1950, 1954, 1969 und zuletzt 1970. Zweimal, 1948 und 1953, konnte der rumänische Pokal gewonnen werden. Die größten Erfolge im Europapokal sind der Erstrundensieg gegen den Titelverteidiger Feyenoord Rotterdam im Europapokal der Landesmeister 1970/71 und das Erreichen des Viertelfinals im UEFA-Pokal 1971/72. UTA nahm von 1946/47 bis 1978/79 32 Spielzeiten lang ohne Unterbrechung am Erstligabetrieb ein, was dem Verein den Spitznamen „Bătrâna Doamnă“ (deutsch: die alte Dame) einbrachte. Bis auf die Saison 1981/82 in den 1980er Jahren sowie 1993/94 und 1994/95 in den 1990er Jahren spielte der Klub anschließend zweitklassig.
Erst 2002 gelang unter Trainer Ionuț Popa der erneute Aufstieg in die Divizia A. Nach einer durchwachsenen Hinrunde wurde Popa in der Winterpause der Saison 2002/03 durch den ehemaligen Nationalspieler Radu Nunweiller abgelöst, der seit über zwanzig Jahren in der Schweiz lebte und für dieses Engagement extra eingeflogen wurde. Am 17. April 2003 wurde Nunweiller entlassen, doch auch seinem Nachfolger Costel Pană gelang es nicht, den neuerlichen Abstieg als Tabellenletzter zu verhindern. Nach Saisonende übernahm der bisherige technische Direktor Gheorghe Borugă das Traineramt mit dem Ziel des sofortigen Wiederaufstiegs. Auf der Suche nach einem Sponsor zur Finanzierung dieses Vorhabens wurde man Anfang März 2004 in dem Bukarester Geschäftsmann Marius Locic fündig. Dieser brachte als Trainer den ehemaligen Nationalspieler Ilie Stan mit, der den Aufstieg jedoch deutlich verpasste. Der im Juni 2004 eingestiegene neue Investor Sandu Ion lehnte daher eine Weiterbeschäftigung Stans ab und übertrug die Mannschaftsverantwortung an Sorin Cigan, den bisherigen Trainer des Ligakonkurrenten Tricotaje Ineu. Nach einem schlechten Start in die Saison 2004/05 wurde Cigan entlassen und Co-Trainer Dan Cuedan übernahm zum zweiten Mal innerhalb von zwei Monaten das Traineramt interimsweise. Im September 2004 wurde der ehemalige Nationaltorhüter Silviu Iorgulescu als neuer Trainer und Marcel Coraș als neuer Manager verpflichtet, mit denen UTA am Saisonende einen enttäuschenden elften Rang belegte.
Der sportliche Tiefpunkt der Vereinsgeschichte folgte jedoch in der Spielzeit 2005/06. Zunächst wurde Iorgulescu entlassen und Coraș als neuer Trainer vorgestellt, bevor sich dieser am 12. Juli 2005 zurückzog und einen Monat vor Saisonbeginn mit Dan Mănăilă ein neuer Trainer geholt wurde. Nach der Auswärtsniederlage bei CFR Timișoara am 8. Spieltag wurde Mănăilă im Oktober 2005 durch Victor Roșca abgelöst, der bis Mitte April 2006 blieb, ohne die Mannschaft in die obere Tabellenhälfte bringen zu können. Nach der Absage von Gheorghe Borugă aus gesundheitlichen Gründen und mangels finanzieller Möglichkeiten übernahm anschließend Marcel Coraș die Rolle des Chefcoachs. Coraș trat nach vier Meisterschaftsspielen zurück und wurde am 12. Mai 2006 durch Mircea Petcuț ersetzt. Am Ende der Saison stand der sportliche Abstieg aus der Divizia B fest. Die Klubverantwortlichen kauften daraufhin jedoch die Erstligalizenz des Aufsteigers Liberty Salonta, so dass UTA in der Saison 2006/07 unter dem neuen Trainer Marius Lăcătuș in der höchsten Spielklasse antrat.
Nach der Saison 2007/08 erreichte UTA Arad den 17. Platz und war somit ab der Saison 2008/09 erneut zweitklassig. In der Liga II hatte der Verein mit zahlreichen finanziellen Schwierigkeiten zu kämpfen. Um die Probleme loszuwerden, wurde im Sommer 2010 eine neue Aktiengesellschaft namens SC FC UTA S.A. gegründet. Diese bot Florin Macovei, dem ehrgeizigen Mäzen des Ligakonkurrenten Fortuna Covaci, 20 % der eigenen Anteile für das Startrecht von Fortuna Covaci an. Macovei hatte sich bereits über die mangelnde Unterstützung seines Vereins seitens der Einwohner von Covaci beklagt und nahm dieses Angebot an, um seinem Ziel, in der Liga 1 mitzumischen, näher zu kommen. Daraufhin zog UTA die eigene Mannschaft, die in der Zweitligasaison 2009/10 den vierten Platz belegt hatte, aus der Meisterschaft zurück, wodurch die sportlich abgestiegenen Fortuna Covaci ihren Startplatz in der Liga II beibehielten. Da sich UTA diesen aber im Vorfeld gesichert hatte und es auch mit den Namensrechten keine Schwierigkeiten gab, konnte der eigene Spielbetrieb aufrechterhalten werden, während Fortuna Covaci den Gang in die Sechstklassigkeit antrat. Am 28. Januar 2011 wurde durch den rumänischen Fußballverband bestätigt, dass UTA aufgrund dieses erkauften Startplatzes frühestens 2013 in die höchste Spielklasse aufsteigen darf. Anfang März 2011 belegte der rumänische Fußballverband den Verein mit einer Geldstrafe von 20.000 Schweizer Franken und einem Abzug von 12 Punkten, weil der Altverein FCM UTA noch unbeglichene Schulden in Höhe von 230.000 Euro bei den beiden bosnisch-herzegowinischen Klubs FK PKB Padinska Skela und FK Modriča Maxima hatte, die den ehemaligen UTA-Spieler Nikola Vasiljević ausgebildet hatten.

## Erfolge
- Rumänische Meisterschaft: 1946/47, 1947/48, 1950, 1954, 1968/69, 1969/70
- Rumänischer Pokal: 1947/48, 1953

## Rivalität
Die Anhänger von UTA Arad pflegen eine Rivalität mit Politehnica Timișoara, die aufgrund der räumlichen Nähe als Lokalrivalität aufgefasst werden kann, auch wenn es sich nicht um Stadtrivalen handelt. Bei dem oft als Westrumänienderby bezeichneten Spiel sind die Stadien in der Regel ausverkauft und die Fangruppen versuchen, sich mit farbenprächtigen Choreographien zu übertrumpfen. Teilweise hat es auch bereits gewalttätige Ausschreitungen im Umfeld des Spiels gegeben.

## Spieler
- Gheorghe Băcuț (1946–1949)
- Gyula Lóránt (1946–1947)
- Ladislau Bonyhádi (1946–1949)
- Iosif Stibinger (1946–1949)
- Alexandru Marky (1946–1951)
- Adalbert Pall (1946–1951)
- Iosif Petschovski (1946–1951, 1955–1961)
- Moise Vass (1946–1952)
- Adalbert Kovács (1946–1953)
- Nicolae Dumitrescu (1946–1955)
- Zoltan Farmati (1947–1959)
- Andrei Mercea (1949–1958)
- Gavril Serfőző (1953–1958)
- Flavius Domide (1959–1966) Jugend, (1966–1979) Spieler
- Mircea Petescu (1959–1960, 1967–1973)
- Gheorghe Gornea (1966–1971)
- Ladislau Broșovschi (1968–1979)
- Marcel Coraș (1969–1976) Jugend, (1976, 1977–1979, 1981–1983, 1993–1994) Spieler
- Attila Kun (1970–1974)
- Helmuth Duckadam (1977) Jugend, (1978–1983) Spieler,
- Markus Pleuler (2002–2003)

## Trainer
- Zoltán Opata (1946)
- Zoltán Blum (1946–1947)
- Gusztáv Juhász (1947)
- Petre Steinbach (1947–1948)
- Silviu Iorgulescu (1981 bis 1982, September 2004 bis Juni 2005)
- Aurel Țicleanu (1991 bis 1992)
- Gheorghe Borugă (1994 bis 1995, Dezember 2002, 27. Juni 2003 bis 2. März 2004)
- Ion Moldovan (1995)
- Marcel Coraș (1996, Juni 2005 bis 12. Juli 2005, 13. April 2006 bis 12. Mai 2006)
- Ionuț Popa (bis Dezember 2002, Juli 2009 bis Mai 2010)
- Radu Nunweiller (Anfang 2003 bis 17. April 2003)
- Costel Pană (April 2003 bis 27. Juni 2003)
- Ilie Stan (3. März 2004 bis Juni 2004)
- Dan Cuedan (Juni 2004 bis Juli 2004, August 2004 bis September 2004)
- Sorin Cigan (Juli 2004 bis August 2004)
- Dan Mănăilă (Juli 2005 bis Oktober 2005)
- Victor Roșca (Oktober 2005 bis 13. April 2006)
- Mircea Petcuț (12. Mai 2006 bis Juni 2006)
- Marius Lăcătuș (27. Juni 2006 bis 1. Oktober 2007)
- Roland Nagy (1. Oktober 2007 bis 17. Oktober 2007, 19. April 2008, Juli 2010 bis April 2012)
- Marin Barbu (17. Oktober 2007 bis April 2008)
- Gabriel Stan (22. April 2008)
- Ionuț Chirilă (April 2008 bis 2009)
- Adrian Falub (April 2012 bis Juli 2013, Februar 2014 bis März 2014)
- Eugen Trică (September 2013 bis Februar 2014)
- Stelian Gherman (März 2014 bis April 2014)
- Florin Voinea (April 2014–2016)
- Laurențiu Roșu (Oktober 2016–2017)
- Adrian Mihalcea (2017)